# 魔法少女なんてもういいですから。
『魔法少女なんてもういいですから。』（まほうしょうじょなんてもういいですから、Mahou Shoujo Nante Mouiidesukara.）は、双見酔による日本の漫画作品（ウェブコミック）。アース・スター エンターテイメントのコミック配信サイト『コミック アース・スター』にて2015年3月31日より2018年6月27日にかけて連載された。全43話＋番外編2話。略称は「まほいい。」。
書籍版は2016年1月から2018年7月にかけてアース・スターコミックスより全3巻が出版され、最終話となるエピローグは単行本書き下ろしのエピソードという形で発表された。また2016年1月、および同年10月にはテレビアニメ版全2期が放送された。

## ストーリー
かつて地球に襲来した侵略者と、異世界から来たパートナーにより戦うための魔法とコスチュームを授かった魔法少女たちは、永きに渡って人知れず命がけの戦いを繰り広げていた。しかし相打ち同然の死闘の末に最後の敵が倒され、ついに戦いは終わる。傷ついた魔法少女とそのパートナーたちは役目を終え、各地へと散り散りになっていった。
ある日、それまで優等生的な女子中学生として生活してきた葉波ゆずかは、かつて魔法少女のパートナーであった奇妙な小動物・ミトンと遭遇する。かつてのパートナーと離ればなれになり、ゴミ捨て場で残飯を漁る生活を惨めに感じていたミトンは、普通の人には見えないミトンの存在を視認することができるゆずかに素質を見いだし、魔法少女にならないかと勧誘する。ゆずかはミトンを胡散臭く思いながらも好奇心に抗えず、ミトンから授かった腕輪の力で魔法少女に変身できるようになるが、変身した自分の姿を見て、羞恥のあまり魔法少女になったことを後悔する。ゆずかの魔法少女としてのコスチュームは、肌もあらわな水着であった。
ゆずかはミトンを養うために同居することとなるが、羞恥心から人前で魔法少女姿になることもできず、また敵を殺傷するための水の魔法も、平和が訪れた世界においてはこれといって有効な使い道がない。またミトンの言動は無遠慮でデリカシーが欠如しており、ゆずかを困らせる。しかし、ゆずかの唯一無二の親友である坂上ちやにも魔法少女としての素質があり、ミトンの存在を視認できることが明らかになると、事情を知る者として相談に乗ったり、ミトンの困った言動に対して手厳しくお仕置きしてくれたりするようになっていく。また、次第にゆずかの周囲には、魔法少女としての先輩である篠木真冬とそのパートナーのポチ、かつてミトンと共に敵と戦っていた世代の元・魔法少女である杉林鈴子といった、魔法少女としての縁によって獲得した繋がりが築かれていく。それまであまり友達に恵まれなかったゆずかは、そうして得た特別な交友関係に、戦いのない世代の魔法少女としての意義を見い出していく。
戦いの途中で離れ離れになった鈴子とミトンの再会を取り持ったり、魔法少女でいられる「定年」とされる16歳の誕生日を迎える真冬のために奔走したりと、魔法少女としての交友関係を守ろうとするゆずかは、押しつけがましく「親友」「家族」アピールをしてくるミトンには迷惑しつつも、友人とも他人としても見られないミトンのことを「腐れ縁」と定義するようになる。しかしそんなある日、ミトンたちが元の世界に戻れるチャンスが唐突に訪れ、別れの時がやって来る。ミトンとの腐れ縁を断ち切れる安心感と寂しさに混乱するゆずかだが、結局、ゆずかの元に残りたいと言い張るミトンに対して一芝居を打つ形で、ミトンを納得させて別れを告げる。
しかし結局、ミトンは元の世界の人々を説得してゆずかの元に戻ってきてしまう。ゆずかが渋々それを受け入れる場面で物語は終わる。

## キャラクター
「声」はアニメ版で声を演じた声優。
葉波 ゆずか（はなみ ゆずか）
声 - 藤田茜
本作の主人公の中学2年生。基本的に「です」「ます」の敬語で会話する。かつてミトンが出会ってきた魔法少女に多かった「明るい性格だが勉強や運動がダメなドジっ娘」とは逆の「内気だが勉強や運動が得意で、料理もこなすしっかりもの」タイプ。しかしポテトチップスの袋開封時には中身をぶちまけてしまうなど、ややドン臭い側面も持つ。両親は家を留守にしていることが多い。親しい友達は少なく、物語開始時点で友人と呼べる人物はちやだけであった。
ミトンとの出会いに際し「今を逃したらずっと気になってしまう」という好奇心から（アニメ版では半ば強制的に）、ミトンから魔法の腕輪を授かり、魔法少女となる。しかし魔力の適性によりそのコスチュームはセパレートタイプの水着（原作では水色、アニメ版ではピンク色）で、足はビーチサンダルを履いているというもの。ゆずか自身は恥ずかしさでその姿を晒すことに強い抵抗感を感じているが、ちや、真冬、母親みよこらには好評を博している。
使える魔法は、手から生み出した水を自由に操れるというもの。本来の用途である殺傷目的に使う場合、超高速回転させた水の円盤を細く絞ってウォーターカッターのようにし、必殺の威力で目標を両断することもできる。
ミトン
声 - 若井友希
ゆずかがゴミ捨て場で出会った小さな生き物で、魔法少女としての彼女のパートナーとなる。球体状の胴体から翼と尻尾が生えており、自称スズメ。魔法少女の素質がない普通の人間には姿が見えない。
他者の不快感を汲むことができず、悪びれもなくデリカシーの欠如した言動を繰り返すことから、ゆずかからは「いつもセクハラされている」と受け取られており、ちやから「馴れ馴れしい」と評されている。ミトン本人に悪気はなく、セクハラをしているという自覚もない。みよこの見立てでは「善意で真面目な分タチが悪い」とされる。
ゆずかに身体をたわしで洗われたことから、たわしにトラウマを持つようになる。
ゴミ漁りをしていたせいか味覚に飢えていて、ごちそうに目がない。
かつて「敵」と戦っていた当時は治療の能力を担当しており、良くも悪くも感情で戦況を読み誤らない性格を買われてリーダー役を担っていたとされる。
坂上 ちや（さかがみ ちや）
声 - 大森日雅
ゆずかの同級生で友人。おかっぱにぱっつんの黒髪が特徴的な優等生。クールな性格で、魔法少女となったゆずかの事も多少混乱しながらも受け入れている。ミトンの姿が見えるので魔法少女の素質があるらしいが、ミトンが管轄できる少女は1人だけ（腕輪の数とリンクする）なので変身したことはない。
ミトンに対してはあらかさまな敵意を持っており、度々アイアンクローなどでツッコミを行っている。定年間近の真冬に代わってポチと契約して魔法少女にならないかと誘われているが、ポチとの仲は良くない。
マイナーな規格である0.4ミリ芯のシャープペンシルを愛用しており、そのことが同じ文具を愛用している真冬をゆずかに引き合わせるきっかけとなった。
アニメ版第1期第8話では、だいやの礼儀正しさ・かわいさにノックアウトされ、アイスクリームをおごるなどしている。
原作第29話ではコスプレとしてシルクハットを被ったマジシャンのような魔法少女姿を自発的に考案しているほか、アニメ版第2期第3話および第2期第9話では他人の空想や夢の中という形でセミロングスカートのメイド服姿に変身して、指からビームを撃ったり0.4ミリシャープペンシル芯で戦う姿が描かれている。
ゆずかの父
声 - 諏訪部順一
ゆずかの父親。原作第35話でミトンから「ヨシヒロ」という名で呼ばれる場面があるが、漢字表記は不明。毎朝始発電車で出社し、最終電車で帰宅するワーカホリックな人物。娘の「隠し事をしたくない」という希望で魔法少女への変身を見せるが、同時にミトンによる記憶操作で気を失い、翌朝には以前にも増して元気になっている。アニメ版第1期第11話では、みよこが娘の変身を目撃した際に帰宅、「5年3か月と6日」ぶりに家族団欒を過ごすこととなった。
みよこ
声 - 斎藤千和
ゆずかの母親。職業は不詳だが長期出張が多いらしく、あまり家にはいない。帰宅したときに偶然ゆずかの変身を目撃する。
篠木 真冬（しのぎ まふゆ）
声 - 伊藤美来
ゆずかが出会った初めての魔法少女。ポチのパートナー。変身後はサンタクロース風のコスチュームに身を包む。一人称は基本的に「あたし」。
ゆずかより年上の高校生で、登場時点で既に魔法少女の定年である16歳が近づいている。
魔法はサンタ袋を自在に操ることができるというもので、袋の大きさや数を自在に変えたり、固く絞って打撃力を持たせることもできる。魔法少女を引退する定年の前日にゆずかと行った模擬戦では、最終的には一本を取られたものの、相手の裏をかく駆け引きに慣れた勝負強さでゆずかを圧倒してみせた。
原作第31話で誕生日と共に定年を迎え、魔法少女としての力を喪失したが、ゆずかの計らいでその後もポチとの同居を続けている。
ポチ
声 - 西明日香
真冬のパートナー。ペンギンの姿をしている。ミトンとは同じ世界からやってきた、かつての仲間である。
本名はポケンチッス・ディール・プラフソラフワルケンストルリアーノ・クレブリリブルランセンブルドサンコイルだが、真冬からは「ポチ君」と呼ばれている。昔の仲間からは男爵と呼ばれていた。
真冬と出会う前は、ミトンと同様にゴミ捨て場で残飯を漁って暮らしていた。ちやとは相性が悪い。
原作第31話で定年を迎えた真冬から視認できなくなったものの、その後ゆずかから魔力の提供を受ける形で、真冬を含む一般人からも見える状態にしてもらっている。
原作第43話ではミトンや他の仲間と共にいったん元の世界に帰還するが、最終巻エピローグ（単行本書き下ろし）ではミトンと共に戻り、だいやのパートナーとして再登場した。
かつて「敵」と戦っていた当時は、障壁を張る能力を担当していたが、その強度は足場を作る程度。
杉林 鈴子（すぎばやし すずこ）
元・魔法少女の高校2年生。かつてミトンとパートナーを組み、地球を侵略する「敵」と戦っていたが、最後の戦いで敵と相打ちとなって致命傷を負う。同じく負傷していた仲間の魔法少女たちの魔力をかき集めることで、かろうじて一命は取り留めたものの、回復と引き換えに仲間全員が魔法少女としての資質を失った。その後ミトンとは別れの挨拶もできないままその姿を視認することができなくなり、離れ離れになっていたものの、偶然、ゆずかたちがミトンの話をしていたのを立ち聞きしたことがきっかけに、ミトンとの再会を果たす。
魔法少女時代のコスチュームは三角巾とエプロンの家政婦姿で、当時は鍬、鎌、ピッチフォーク、シャベルといった無数の農具を自在に操る魔法を使うことができた。また兼業農家を営む実家の畑仕事で鍛えた怪力により、生身で放ったデコピンでもミトンを一撃で失神させられる威力を持つ。料理が壊滅的に下手であるなど、ミトンが出会ってきた中ではごく典型的な魔法少女としての特徴を備えていた。
だいや
声 - 田中美海
アニメオリジナルキャラクターとして登場。金髪・ツインテールの小学生の少女で、ゆずかの家の近所に住んでいる。猫が大好きで、よく一緒に遊ぶ。帰国子女で、幼くしてアメリカの学校を9年飛び級しているため、英語が堪能だが漢字を書くのは苦手（但し象形文字の論理は理解している）。霊感に優れており、ミトンの存在を関知しているらしい。アニメ版第2期第9話では、ゆずかの父の夢の中で猫の着ぐるみ姿の魔法少女として登場して、巨大なコーン付きアイスクリームにまたがって飛びながら「チョコチップ・クラスター」を発射して戦う姿が描かれている。
原作では最終巻エピローグ（単行本書き下ろし）にて、ポチが新たにパートナーとして契約した小学3年生の魔法少女として登場。魔法少女としての衣装は、テレビアニメ版第2期第9話と同様の着ぐるみ姿。
おじいちゃん
声 - 中博史
真冬の祖父で喫茶店「豆蔵」のマスター。店の経営をおざなりにして、オンラインゲームにのめり込んでいる。アニメ版では第2期に登場する。
ポルタ
ミトンと同じ世界からやって来た仲間。戯画化された細長い魚のような姿をしており、ミトンによれば「アナゴ」。「ござる」という語尾で話す。探知系の能力を持つ。
第19話ではミトンの回想の中で、他のパートナーや鈴子の世代の魔法少女たちと共に「敵」と戦う姿が描かれている。第41話から第43話にかけてはヒサマツと共に登場し、元の世界に帰還する準備としてゆずかの元に身を寄せる。
ヒサマツ
ミトンと同じ世界からやって来た仲間。戯画化された丸っこい魚のような姿をしており、ミトンによれば「フグ」。女性口調で話す。物質転移の能力を持つ。
第19話、および第41話から43話にかけてポルタと共に登場。

## 書誌情報
- 双見酔『魔法少女なんてもういいですから。』 アース・スター エンターテイメント〈アース・スター コミックス〉全3巻
  1. 2016年1月12日発売[17] ISBN 978-4-8030-0842-5
  2. 2016年11月26日発売[18] ISBN 978-4-8030-0959-0
  3. 2018年7月12日発売[19] ISBN 978-4-8030-1171-5

## テレビアニメ
2015年10月に短編テレビアニメ化が発表され、5分枠の短編アニメとして、第1期が2016年1月より3月までTOKYO MX、サンテレビにて放送され、第2期『魔法少女なんてもういいですから。セカンドシーズン』が同年10月から12月まで放送された。
第1期では原作第1巻第15話までの内容が、第2期は第1巻第18話までの内容が基になっている。第2期はアニメ独自のエピソードも多く挿入され、終盤は海で遭難しかけたアニメオリジナルキャラクターのだいやを助けるために、魔法少女の力を使って奮闘するという、テレビアニメ独自の展開が描かれた。最終話ラストシーンには原作第2巻第23話の会話の一部が使われている。

### スタッフ
- 原作 - 双見酔（コミック アース・スター連載）
- 監督・絵コンテ・演出 - 米田和弘
- シリーズ構成 - ふでやすかずゆき（第2期は脚本監修）、村上桃子（第2期）
- キャラクターデザイン・総作画監督・作画監督 - 嶋田和晃
- 美術監督・美術設定 - 平良亜以子
- 色彩設計 - 坂上康治
- 撮影監督 - 小川克人（第1期）、東郷香澄（第2期）
- 編集 - 坂本久美子
- 音響監督 - 長崎行男
- 音楽 - 中山真斗
- 音楽プロデューサー - 深井康介（第1期）、福田康史（第2期）
- 音楽制作 - F.M.F
- プロデューサー - 後藤裕、大藤太郎、鈴木脩一（第2期）
- アニメーションプロデューサー - 向峠和喜
- アニメーション制作 - PINE JAM
- 製作 - 魔法少女なんてもういいですから。製作委員会

### 主題歌
「夢色トリドリパレード♫」
アース・スター ドリームが歌う第1期オープニングテーマ。作詞はhotaru、作曲・編曲は中山真斗。第1話では未使用。
「君色に染まる 〜アース・スター ドリームver.〜」
アース・スター ドリームが歌う第2期オープニングテーマ。作詞・作曲はTOKOTOKO（西沢さんP）、編曲は玉木千尋。
元々は2015年にTOKOTOKO（西沢さんP）が音声合成ソフト「Megpoid」を使用してインターネット上で公開した楽曲であり、それをカバーしたもの。

### 各話リスト
| 話数   | サブタイトル                                                          | 脚本             | 演出     | 放送日         |       |       |       |       |       |       |       |       |       |       |       |       |       |       |       |       |       |       |       |       |
| 第1期  | 第1期                                                                 | 第1期            | 第1期    | 第1期          | 第1期 | 第1期 | 第1期 | 第1期 | 第1期 | 第1期 | 第1期 | 第1期 | 第1期 | 第1期 | 第1期 | 第1期 | 第1期 | 第1期 | 第1期 | 第1期 | 第1期 | 第1期 | 第1期 | 第1期 |
| ------ | --------------------------------------------------------------------- | ---------------- | -------- | -------------- | ----- | ----- | ----- | ----- | ----- | ----- | ----- | ----- | ----- | ----- | ----- | ----- | ----- | ----- | ----- | ----- | ----- | ----- | ----- | ----- |
| 第1話  | …あんた、僕が見えてるのか？                                           | ふでやすかずゆき | 米田和弘 | 2016年 1月12日 |       |       |       |       |       |       |       |       |       |       |       |       |       |       |       |       |       |       |       |       |
| 第2話  | はい、水着です。間違いないです                                        | ふでやすかずゆき | 米田和弘 | 1月19日        |       |       |       |       |       |       |       |       |       |       |       |       |       |       |       |       |       |       |       |       |
| 第3話  | ねえ、ゆずかと私は友達よね？                                          | 村上桃子         | 米田和弘 | 1月26日        |       |       |       |       |       |       |       |       |       |       |       |       |       |       |       |       |       |       |       |       |
| 第4話  | 魔法少女には定年があってね                                            | 村上桃子         | 米田和弘 | 2月2日         |       |       |       |       |       |       |       |       |       |       |       |       |       |       |       |       |       |       |       |       |
| 第5話  | 私は水着に変身するのが嫌です                                          | 村上桃子         | 米田和弘 | 2月9日         |       |       |       |       |       |       |       |       |       |       |       |       |       |       |       |       |       |       |       |       |
| 第6話  | 会社勤めとは魔法少女の戦闘よりも過酷な労働なのかい？                  | 村上桃子         | 米田和弘 | 2月16日        |       |       |       |       |       |       |       |       |       |       |       |       |       |       |       |       |       |       |       |       |
| 第7話  | 私のコレクションになるのに                                            | 村上桃子         | 米田和弘 | 2月23日        |       |       |       |       |       |       |       |       |       |       |       |       |       |       |       |       |       |       |       |       |
| 第8話  | 魔法少女の…仲間……。                                                   | ふでやすかずゆき | 米田和弘 | 3月1日         |       |       |       |       |       |       |       |       |       |       |       |       |       |       |       |       |       |       |       |       |
| 第9話  | 魔法少女の必要性はもう無い                                            | ふでやすかずゆき | 米田和弘 | 3月8日         |       |       |       |       |       |       |       |       |       |       |       |       |       |       |       |       |       |       |       |       |
| 第10話 | 完璧超人だよね……ペッ！                                                | ふでやすかずゆき | 米田和弘 | 3月15日        |       |       |       |       |       |       |       |       |       |       |       |       |       |       |       |       |       |       |       |       |
| 第11話 | じゃあ、何の為の魔法少女なの？                                        | ふでやすかずゆき | 米田和弘 | 3月22日        |       |       |       |       |       |       |       |       |       |       |       |       |       |       |       |       |       |       |       |       |
| 第12話 | 僕は、ゆずかの親友になる                                              | 村上桃子         | 米田和弘 | 3月29日        |       |       |       |       |       |       |       |       |       |       |       |       |       |       |       |       |       |       |       |       |
| 第2期  |                                                                       |                  |          |                |       |       |       |       |       |       |       |       |       |       |       |       |       |       |       |       |       |       |       |       |
| 第1話  | 魔法少女になってメリットはあったの？                                  | 村上桃子         | 米田和弘 | 2016年 10月5日 |       |       |       |       |       |       |       |       |       |       |       |       |       |       |       |       |       |       |       |       |
| 第2話  | 水着って変じゃないですか？                                            | 村上桃子         | 米田和弘 | 10月12日       |       |       |       |       |       |       |       |       |       |       |       |       |       |       |       |       |       |       |       |       |
| 第3話  | 魔法少女ちや、登場ちやっ！                                            | 村上桃子         | 米田和弘 | 10月19日       |       |       |       |       |       |       |       |       |       |       |       |       |       |       |       |       |       |       |       |       |
| 第4話  | 一緒にゆずかを愛でませんか？                                          | 村上桃子         | 米田和弘 | 10月26日       |       |       |       |       |       |       |       |       |       |       |       |       |       |       |       |       |       |       |       |       |
| 第5話  | お姉さんが何でも教えてあげるね                                        | 村上桃子         | 米田和弘 | 11月2日        |       |       |       |       |       |       |       |       |       |       |       |       |       |       |       |       |       |       |       |       |
| 第6話  | だって、このままの格好じゃ…                                           | 村上桃子         | 米田和弘 | 11月9日        |       |       |       |       |       |       |       |       |       |       |       |       |       |       |       |       |       |       |       |       |
| 第7話  | 見え過ぎなんじゃないの？                                              | 村上桃子         | 宮澤良太 | 11月16日       |       |       |       |       |       |       |       |       |       |       |       |       |       |       |       |       |       |       |       |       |
| 第8話  | 僕の話かい？                                                          | 村上桃子         | 宮澤良太 | 11月23日       |       |       |       |       |       |       |       |       |       |       |       |       |       |       |       |       |       |       |       |       |
| 第9話  | 私は働く!家族のために!!                                               | 村上桃子         | 宮澤良太 | 11月30日       |       |       |       |       |       |       |       |       |       |       |       |       |       |       |       |       |       |       |       |       |
| 第10話 | 海…ですか？                                                           | 村上桃子         | 宮澤良太 | 12月7日        |       |       |       |       |       |       |       |       |       |       |       |       |       |       |       |       |       |       |       |       |
| 第11話 | 選ばれし者よ！ いまこそ力を合わせて囚われのプリンセスを救うのじゃ～！ | 村上桃子         | 米田和弘 | 12月14日       |       |       |       |       |       |       |       |       |       |       |       |       |       |       |       |       |       |       |       |       |
| 第12話 | 魔法少女になってよかった事                                            | 村上桃子         | 宮澤良太 | 12月21日       |       |       |       |       |       |       |       |       |       |       |       |       |       |       |       |       |       |       |       |       |

### 放送局
| 放送期間                | 放送時間                     | 放送局     | 対象地域 | 備考 |
| ----------------------- | ---------------------------- | ---------- | -------- | ---- |
| 2016年1月12日 - 3月29日 | 火曜 1:11 - 1:16（月曜深夜） | TOKYO MX   | 東京都   |      |
|                         | 火曜 1:36 - 1:41（月曜深夜） | サンテレビ | 兵庫県   |      |

| 配信期間                | 配信時間        | 配信サイト         | 備考                                          |
| ----------------------- | --------------- | ------------------ | --------------------------------------------- |
| 2016年1月12日 - 3月29日 | 火曜 12:00 更新 | ニコニコチャンネル | 第1話 - 第4話無料、第5話以降1週間無料         |
|                         |                 | dアニメストア      |                                               |
|                         |                 | GYAO!              | 第1話無料、第2話以降1週間無料                 |
|                         |                 | バンダイチャンネル | 第1話無料、第2話以降有料 有料会員は全話見放題 |

| 放送期間                 | 放送時間                     | 放送局     | 対象地域 | 備考                      |
| ------------------------ | ---------------------------- | ---------- | -------- | ------------------------- |
| 2016年10月5日 - 12月21日 | 水曜 22:38 - 22:43           | TOKYO MX   | 東京都   |                           |
| 2016年10月6日 - 12月22日 | 木曜 0:08 - 0:13（水曜深夜） | サンテレビ | 兵庫県   |                           |
|                          | 木曜 23:45 - 23:50           | AT-X       | 日本全域 | CS放送 / リピート放送あり |

| 配信期間                 | 配信時間        | 配信サイト         | 備考 |
| ------------------------ | --------------- | ------------------ | ---- |
| 2016年10月6日 - 12月22日 | 木曜 12:00 更新 | ニコニコチャンネル |      |
|                          |                 | AbemaTV            |      |

### BD
2016年5月27日に第1期全12話を収録したBD（EAAB-028）が、2017年3月17日に第2期全12話を収録したBD（SMIB-008）が発売された。